# کیت اسلتر
کیت اسلتر (انگلیسی: Kate Slatter؛ زادهٔ ۱۰ نوامبر ۱۹۷۱) قایقران روئینگ اهل استرالیا بود.
وی در مسابقات کشوری و بین‌المللی در مجموع برندهٔ ۲ مدال طلا، ۳ مدال نقره، ۲ مدال برنز شده‌است. او در سال ۱۹۹۶ برنده اولین طلای المپیک استرالیا در رشته روئینگ زنان شد.